# Yang Ying (tennis de table, 1953)
Pour les articles homonymes, voir Yang Ying.
Yang Ying pongiste chinoise, médaillée d'argent aux Jeux de Syndney
Dans ce nom chinois, le nom de famille, Yang, précède le nom personnel Ying.
Pour les articles homonymes, voir Yang.
Yang Ying (sinogramme traditionnel : 楊瑩), née en 1953 dans la province du Sichuan, est une joueuse chinoise de tennis de table, qui a notamment remporté les championnats du monde de 1977 en double féminin, en partenariat avec la joueuse nord-coréenne Pak Yong-ok.
Aux Championnats d'Asie de tennis de table de 1978, elle remporte une médaille d'argent en simple féminin et une médaille d'or en compétition par équipe. Aux Jeux asiatiques de 1978, elle a remporté une médaille de bronze en double féminin (en partenariat avec Cao Yanhua) et une médaille d'or en compétition par équipe.
Plus tard, elle a joué en Bundesliga allemande pour le DSC Kaiserberg, aidant le club à remporter la saison 1980-1981 ainsi que la Coupe ETTU 1981.